# Santa Cruz del Quiché
Santa Cruz del Quiché – miasto w środkowo-zachodniej Gwatemali, w Kordylierach, stolica departamentu El Quiché, leżące w odległości 145 km na północny zachód od stolicy kraju Gwatemali, w górach Sierra Madre de Chiapas. Według danych szacunkowych w 2012 roku liczba ludności miasta wyniosła 32 256 mieszkańców.
W mieście znajduje się stadion Estadio Municipal de Santa Cruz del Quiché. Swoje mecze rozgrywa na nim klub piłkarski Quiché FC.
Jest siedzibą władz gminy o tej samej nazwie, która w 2012 roku liczyła 102 781 mieszkańców. Gmina jest średniej wielkości, a jej powierzchnia obejmuje 311 km².